# Кізлівка
Кізлі́вка — село в Україні,  у Чорнухинській селищній громаді Лубенського району Полтавської області. Населення становить 842 осіб. До 2018 орган місцевого самоврядування — Кізлівська сільська рада.

## Населення

### Мова
Розподіл населення за рідною мовою за даними :
| Мова       | Кількість | Відсоток |
| ---------- | --------- | -------- |
| українська | 828       | 98.34%   |
| російська  | 14        | 1.66%    |
| Усього     | 842       | 100%     |

## Географія
Село Кізлівка знаходиться на правому березі річки Многа, вище за течією на відстані 1,5 км розташоване село Липове, нижче за течією примикає село Ковалі, на протилежному березі - смт Чорнухи та село Харсіки. На відстані 0,5 км розташоване село Галяве. Поруч проходять автомобільні дороги Р60 та Т 1714.

## Економіка
- ТОВ «Зернопродукт».
- ТОВ «Промінь».
- ТОВ «Чорнухинське МТС».

## Об'єкти соціальної сфери
- Школа.

## Пам'ятки
- Школа, побудована за проектом архітектора Опанаса Сластьона в стилі українського модерну.[2]

## Відомі люди
У Кізлівці народився й мешкав Герой Радянського Союзу Василь Петрович Луговий.

## Галерея

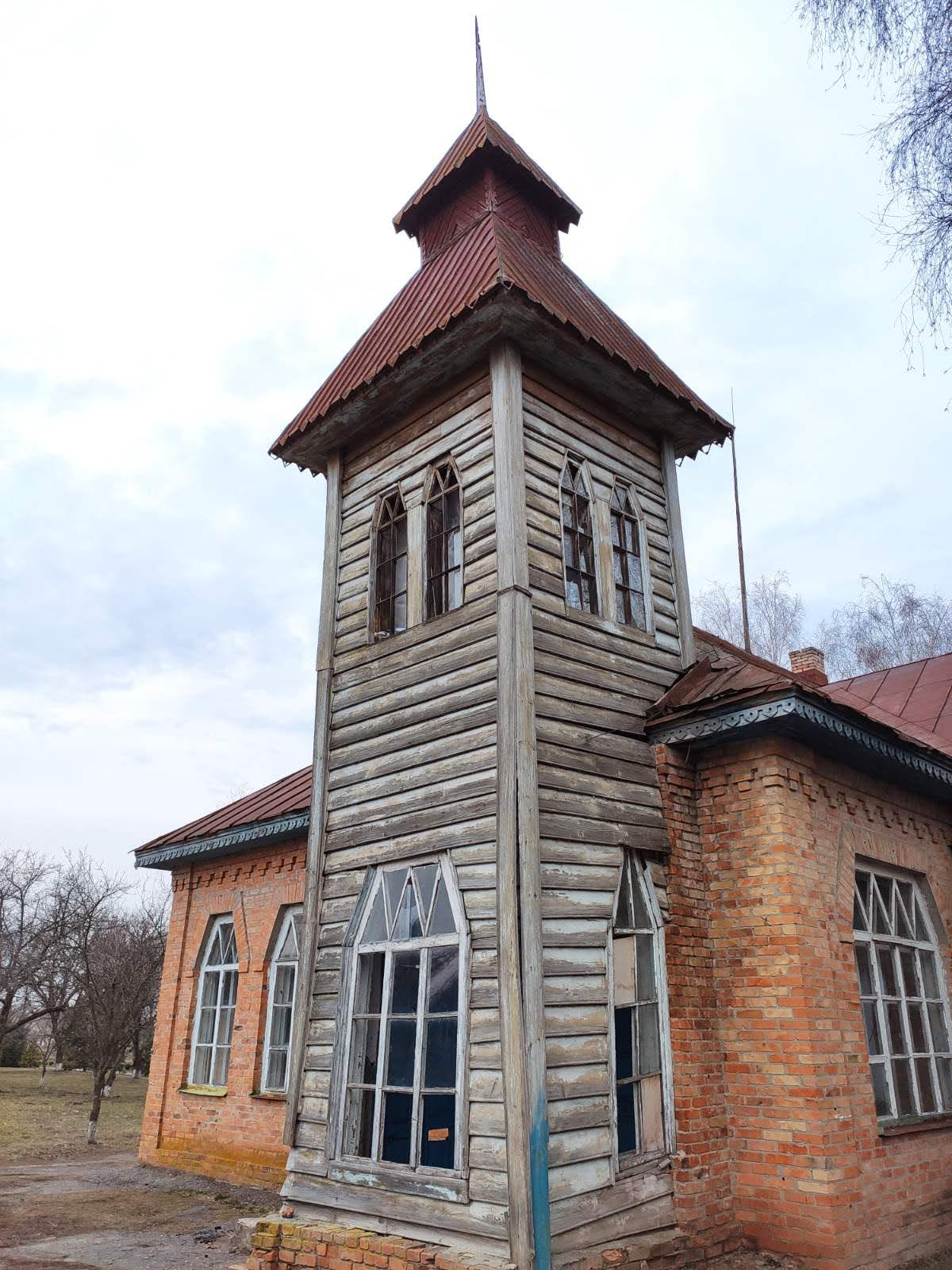
Земська школа
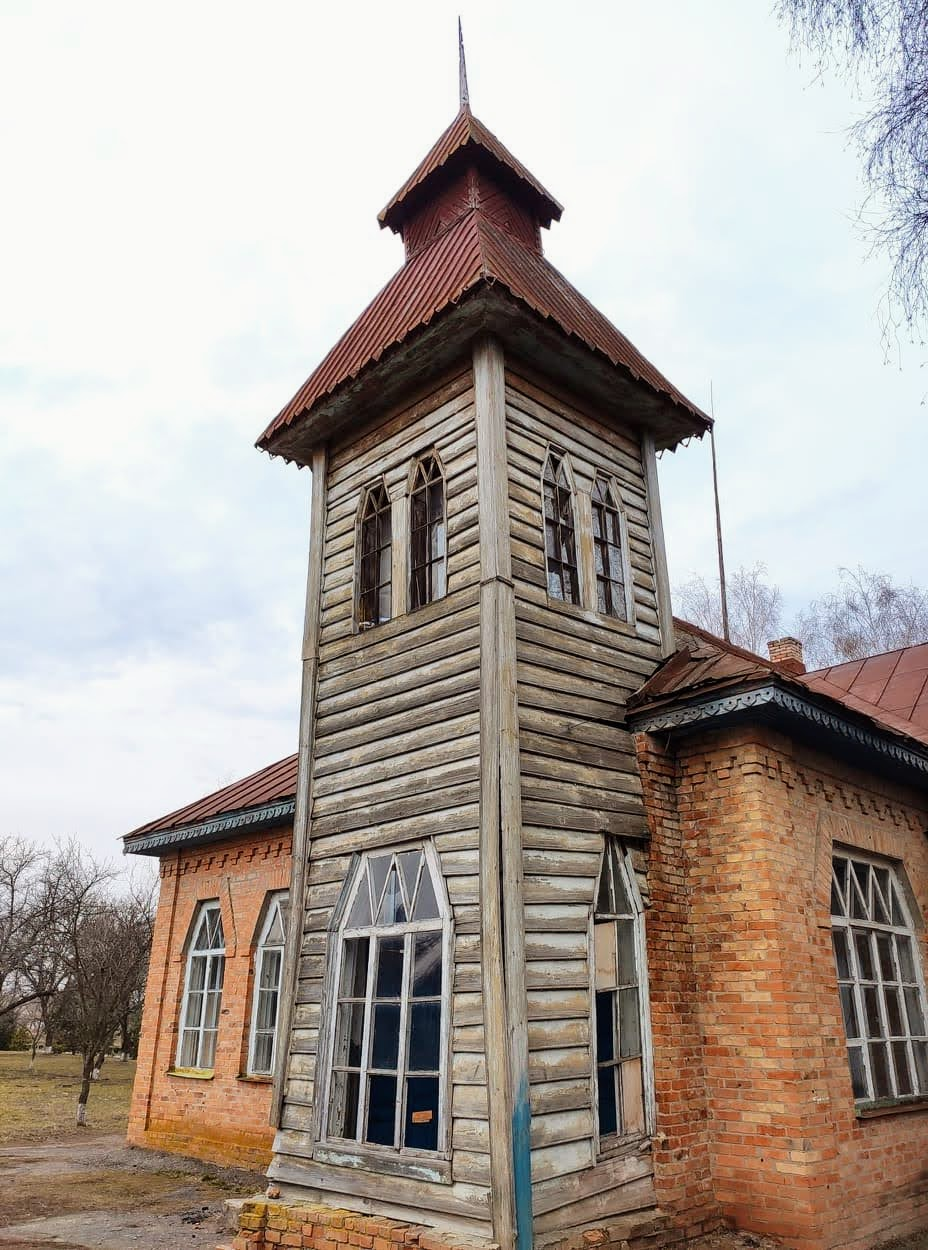